# Heinrich Himmler
Heinrich Luitpold Himmler (pronunciado /ˈhaɪnʁɪç ˈluːɪtˌpɔlt ˈhɪmlɐ/ (escucharⓘ)) (Múnich, 7 de octubre de 1900-Luneburgo, 23 de mayo de 1945) fue un oficial y criminal de guerra alemán de alto rango, Reichsführer de las Schutzstaffel (SS) y uno de los principales líderes del Partido Nacionalsocialista Obrero Alemán (NSDAP) durante el régimen nazi. Adolf Hitler lo nombró, durante un breve período, comandante militar del Ejército de reemplazos y plenipotenciario general de la administración de todo el Tercer Reich. Himmler fue una de las personas más poderosas en la Alemania nazi.
Comenzó su entrenamiento como cadete poco antes del final de la Primera Guerra Mundial, por lo que Himmler no llegó a entrar en combate. Estudió Agricultura en la universidad, y se unió al partido nazi en 1923. El 9 de noviembre de 1923 participó en el Putsch de la Cervecería contra el Gobierno alemán. Se unió a las SS en 1925. El 6 de enero de 1929 fue nombrado Reichsführer-SS por Hitler, es decir líder de las SS del Reich. Durante los siguientes dieciséis años desarrolló a las SS desde un pequeño batallón de 290 efectivos a un gran grupo paramilitar de alrededor de un millón de hombres; bajo las órdenes de Hitler, estableció y controló los campos de concentración nazis. Era conocido por sus buenas dotes organizativas y por seleccionar a subordinados altamente capacitados, tales como Reinhard Heydrich en 1931.[cita requerida] De 1933 a 1934 «Himmler consigue el mando de todos los departamentos de la policía política estatal de Alemania y los centraliza en la Policía Secreta Estatal (la Gestapo).» También de 1933 a 1934, Himmler se aseguró de que las SS tuvieran el control sobre un sistema de concentración centralizado.[cita requerida] «Si bien diversas autoridades civiles y agencias de policía habían establecido campos de concentración autónomos durante 1933 para encarcelar [a] enemigos políticos del gobierno nazi, Hitler —que estaba impresionado con el campo de concentración de Dachau creado por las SS en marzo de 1933— autorizó a Himmler a crear un sistema centralizado de campos de concentración.»
El 17 de junio de 1936 se convirtió en jefe de la Policía alemana. Desde 1943 en adelante, fue ministro del Interior del Reich. Supervisó a todas las fuerzas internas y externas de Policía y organismos de seguridad, incluida la Gestapo (Policía Secreta del Estado).
En nombre de Hitler, Himmler formó los llamados Einsatzgruppen y construyó los campos de exterminio. Como supervisor de los campos de concentración, Himmler dirigió la matanza de unos seis millones de judíos, entre 200 000 y 500 000 personas de etnia romaní, y también varios millones de civiles soviéticos, polacos y yugoslavos, entre otras nacionalidades; el número total de civiles asesinados por el régimen nazi oscila entre los once y los catorce millones.
Hacia el final de la Segunda Guerra Mundial, Hitler nombró a Himmler comandante del Grupo de Ejércitos Alto Rin y, posteriormente, del Grupo de Ejércitos Vístula; a pesar de lo esperado por Hitler, Himmler fracasó estrepitosamente en la dirección de las operaciones militares y el Führer hubo de reemplazarle. Dándose cuenta de que la guerra estaba perdida, poco antes del final de la contienda, en marzo de 1945, intentó iniciar conversaciones de paz con los aliados occidentales sin el conocimiento de Hitler. Cuando este se enteró, le destituyó de todos sus puestos en abril de 1945 y ordenó que fuera arrestado y ejecutado. Himmler trató de esconderse, pero fue detenido y luego puesto bajo arresto por las fuerzas británicas una vez que su identidad fue descubierta. Mientras estaba bajo custodia británica, se suicidó el 23 de mayo de 1945.

## Juventud y primeros años

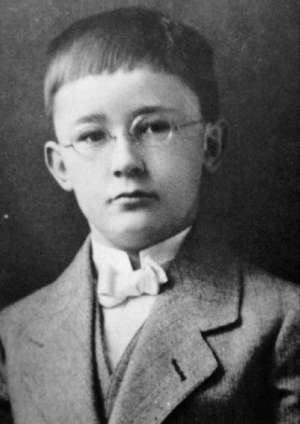
Heinrich Himmler a los siete años de edad.

Heinrich Luitpold Himmler nació en Múnich el 7 de octubre de 1900 en el seno de una familia conservadora-católica de clase media. Sus padres fueron el profesor Gebhard Himmler (17 de mayo de 1865-29 de octubre de 1936) y Anna Maria Heyder (16 de enero de 1866-10 de septiembre de 1941), una devota católica. Heinrich tenía dos hermanos, Gebhard Ludwig (1898-1982) y Ernst Hermann (1905-1945).
El nombre de pila de Himmler, Heinrich, le fue dado en honor a su padrino, el príncipe Enrique de Baviera, un miembro de la familia real bávara, que había tenido como tutor a Gebhard Himmler. Heinrich Himmler asistió a un Gymnasium en Landshut, donde su padre era el vicedirector. No tuvo problemas con los estudios, por lo que empezó a esforzarse en el atletismo. Durante toda su vida tuvo problemas de salud, sufriendo frecuentes dolores de estómago y dolencias de otro tipo, al parecer entre ellas tuberculosis. Debido a esto, no pudo desarrollar su cuerpo para las aptitudes que le exigía un medio predominantemente prusiano, por lo que su padre optó por hacerlo ingresar en un colegio católico en que la actividad física era objetivo principal de la enseñanza humanística. A pesar de sus esfuerzos, no pudo gozar de un físico viril y atlético y tuvo que soportar el sentirse objeto de burlas por parte de sus compañeros; entonces volcó su empeño en temas históricos germánicos, llegando además a estudiar Filología y Filosofía. En su juventud entrenó casi a diario con pesas y ejercicios físicos para fortalecerse. Más adelante, otros compañeros de la escuela recordarían de él que era una persona estudiosa aunque sin muchas habilidades sociales y además siempre era el segundo de su clase, jamás fue el primero en calificaciones. El ser siempre el segundo tras un líder sería una constante en su vida. 
El diario de Himmler, que mantuvo de forma intermitente desde la edad de diez años, señala que por aquel entonces empezó a mostrar un gran interés en asuntos relacionados con la actualidad, los duelos, y "discusiones serias sobre la religión y el sexo". Según sus anotaciones, Himmler era en su preadolescencia un joven con principios morales cristianos y no tenía sentimientos antisemitas. Himmler soñaba hondamente con ser oficial del Ejército o de la Marina, pero a causa de la selección clasista que existía en la admisión a la academia de oficiales del Ejército, no logró su primer objetivo. En 1915 comenzó su entrenamiento con el cuerpo de cadetes de Landshut. Su padre utilizó las conexiones que tenía con la familia real bávara con el objetivo de conseguir que Himmler fuera aceptado como alumno a la escuela de oficiales, siendo destinado al batallón de reserva del 11.º Regimiento Bávaro en diciembre de 1917. Su hermano, Gebhard, sirvió en el frente occidental y llegó a entrar en combate, recibiendo la Cruz de Hierro y siendo ascendido al rango de teniente. En noviembre de 1918, mientras Himmler todavía se encontraba en fase de entrenamiento, la guerra terminó con la derrota de Alemania, negándole la oportunidad de convertirse en oficial o de llegar a combatir. Aunque se sabe que intentó ingresar en la Marina, pero debido así mismo a sus carencias físicas (miopía y falta de desarrollo muscular), tampoco pudo lograrlo. Después de ser licenciado el 18 de diciembre, regresó a Landshut.
Tras el final de la contienda, Himmler completó sus estudios en el Gymnasium. Entre 1919 y 1922, estudió Agronomía en la Technische Hochschule de Múnich (en la actualidad, Universidad Técnica de Múnich) tras un breve aprendizaje en una granja de pollos y una posterior enfermedad contraída durante sus prácticas en la granja.
Aunque numerosas regulaciones que discriminaban a los no cristianos ya habían sido eliminadas durante la unificación de Alemania en 1871, el antisemitismo continuó existiendo y prosperando tanto en Alemania como en otras partes de Europa. Himmler ya era un antisemita convencido para la época en que asistía a la universidad, aunque no era un caso excepcional; los estudiantes de su escuela solían evitar el trato con los compañeros de clase judíos. Mientras fue estudiante, Himmler siguió siendo un devoto católico y pasó la mayor parte de su tiempo de ocio con los miembros de su fraternidad de esgrima, la "Liga de Apolo", cuyo presidente era judío. A pesar de su creciente antisemitismo, Himmler mantuvo una actitud amable tanto con el presidente como con otros miembros judíos de la fraternidad. Durante su segundo año de universidad, Himmler redobló sus intentos de poder empezar una carrera militar. A pesar de que no tuvo éxito, fue capaz de incrementar su participación en el ambiente paramilitar de Múnich. Fue por esta época cuando conoció a Ernst Röhm, uno de los primeros miembros del Partido Nazi y cofundador del Sturmabteilung (SA) o "Batallón de Asalto". Himmler sentía admiración por Röhm ya que este era un soldado condecorado, y tras ser invitado, Himmler se unió a un grupo nacionalista y antisemita de extrema derecha, el Bund Reichskriegsflagge (Sociedad de la Bandera de Guerra Imperial).
En 1922, Himmler ya empezó a mostrar interés en la "cuestión judía". En su diario ya aparecen entradas que contienen un creciente número de observaciones y anotaciones de carácter antisemita, así como una serie de discusiones que mantuvo con sus compañeros de clase acerca de los judíos. Sus listas de lectura, tal y como aparece anotado en su diario, estaban dominadas por panfletos antisemitas, mitos alemanes y tramas ocultas. Después del asesinato del ministro de Asuntos Exteriores Walther Rathenau el 24 de junio, los puntos de vista políticos de Himmler viraron hacia la extrema derecha, y empezó a participar en manifestaciones contrarias al Tratado de Versalles. Durante aquel verano la hiperinflación siguió aumentando, y sus padres no pudieron seguir costeando la educación de sus hijos, incluido Himmler. Decepcionado por su fracaso al no conseguir hacer una carrera en el Ejército y la incapacidad de sus padres para financiar sus estudios de doctorado, se vio obligado a aceptar un trabajo mal pagado después de obtener su diploma en Ingeniería Agrícola. Mantuvo este puesto de trabajo hasta septiembre de 1923.

### Activista nazi
Himmler se unió al Partido Nazi (NSDAP) en agosto de 1923; su número de miembro fue el 14 303. Como miembro de la unidad paramilitar de Ernst Röhm, Himmler estuvo involucrado en el Putsch de la Cervecería, un intento de golpe de Estado de Hitler y el NSDAP para hacerse con el poder en Múnich, pese a que aún no conocía en persona a Hitler en ese momento. Este evento significó para Himmler un importante cambio de rumbo en su vida. A posteriori sería interrogado por la policía sobre su participación en el Putsch, pero no se presentaron cargos contra él por falta de pruebas. Sin embargo, acabó perdiendo su trabajo, siendo incapaz de encontrar un nuevo empleo como agrónomo, y tuvo que mudarse a la casa familiar en Múnich. Frustrado por estos fracasos, se fue haciendo cada vez más irritable, agresivo y obstinado, alejándose tanto de sus amigos como de sus familiares.
En 1923–24, Himmler, mientras buscaba una nueva visión del mundo, acabó abandonando el catolicismo y se centró cada vez más en el ocultismo y el antisemitismo. La mitología germánica, reforzada por las ideas ocultistas, acabó convirtiéndose en una religión para él. Himmler encontró atractivo al Partido Nazi porque sus posiciones políticas se acercaban a sus propios puntos de vista. Inicialmente, no se vio atraído por el carisma de Hitler o por el culto de adoración al führer. Sin embargo, a medida que iba sabiendo más y más cosas sobre Hitler a partir de sus escritos, empezó a considerarlo como un símbolo útil del partido, y posteriormente lo admiró hasta el punto de idolatrarlo. Para consolidar y mejorar su propia posición en el NSDAP, Himmler se aprovechó del desorden existente en el partido tras la detención de Hitler por el Putsch. Desde mediados de 1924 trabajó a las órdenes de Gregor Strasser como secretario del partido y asistente de propaganda. Viajó por toda Baviera haciendo campaña a favor del partido, dando discursos y distribuyendo escritos sobre el nacionalsocialismo. Strasser le puso a cargo de la oficina del partido en la baja Baviera, a finales de 1924; también fue responsable de la integración de nuevos militantes de la zona en el NSDAP cuando el partido fue refundado en febrero de 1925.
Ese mismo año se unió a la Schutzstaffel (SS) como SS-Führer (líder SS); su número de afiliación fue el 168. Las SS, que inicialmente formaban parte de las mucho más numerosas SA, fueron creadas en 1923 para la protección personal de Hitler, y fueron reformadas en 1925 como una unidad élite de las SA. El primer puesto directivo de Himmler en las SS fue el de SS-Gauführer (líder de distrito) en la Baja Baviera, cargo que desempeñó desde 1926. En enero de 1927, Strasser nombró a Himmler adjunto del jefe de propaganda nazi. Como era típico en el NSDAP, en este puesto tuvo una considerable libertad de acción, que además se vio incrementada con el paso del tiempo. Comenzó a redactar estadísticas sobre el número de judíos, masones y enemigos del partido, y debido a su fuerte necesidad de control, desarrolló una elaborada burocracia. En septiembre de 1927, Himmler dio a conocer a Hitler su idea para transformar a las SS en una poderosa, leal y racialmente pura unidad de élite. Convencido de que Himmler era el hombre adecuado para el puesto, Hitler le nombró adjunto del Reichsführer-SS, con el rango de SS-Oberführer.
Por esta época Himmler se unió a la Liga Artaman, un grupo juvenil de tipo völkisch. Allí conoció a Rudolf Höss, que más adelante sería el comandante del campo de exterminio de Auschwitz, y a Walther Darré, cuyo libro El campesinado como la fuente de vida de la raza nórdica, llamó la atención de Hitler y posteriormente daría lugar a su nombramiento como ministro del Reich para la Alimentación y la Agricultura. Darré era un firme creyente de la superioridad de la raza nórdica, y su filosofía tuvo una gran influencia en Himmler.

## Ascenso en las SS

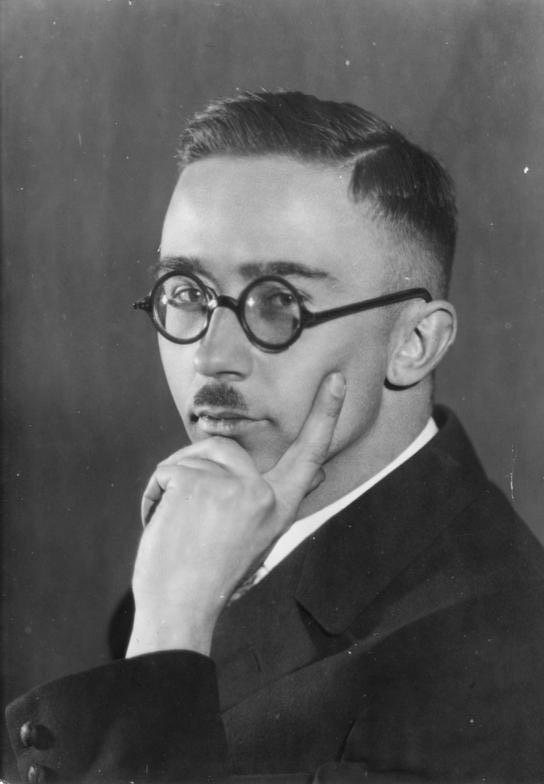
Heinrich Himmler en 1929, fotografiado por Heinrich Hoffmann.

En enero de 1929, después de la renuncia del jefe de las SS, Erhard Heiden, Himmler asumió el puesto de Reichsführer-SS con la aprobación de Hitler. A pesar del nuevo puesto que asumió, Himmler todavía siguió desempeñando las funciones de propaganda en el cuartel general del Partido nazi. En ese sentido, una de sus primeras responsabilidades era organizar a los miembros de las SS que participarían en el Congreso de Núremberg, que se iba a celebrar en septiembre de ese año. Al año siguiente, Himmler ya había aumentado las SS desde una pequeña fuerza de 290 hombres a unos 3000. Hacia 1930, Himmler había persuadido a Hitler de que autorizara que las SS constituyeran una organización separada, aunque oficialmente todavía estuviera subordinada a las SA.
El NSDAP comenzó a crecer vertiginosamente durante la Gran Depresión. La coalición de Gobierno de la República de Weimar fue incapaz de lograr mejoras económicas, por lo que muchos votantes comenzaron a votar a opciones extremas, entre las que se encontraba el NSDAP. Hitler usó una retórica populista, incluyendo buscar cabezas de turco, particularmente los judíos, a quien culpar por las dificultades económicas. En las elecciones de junio de 1932 los nazis obtuvieron un 37,3 % de los votos y 230 escaños en el Reichstag. Finalmente, el 30 de enero de 1933, Hitler fue nombrado canciller de Alemania por el presidente Paul von Hindenburg, pasando a dirigir un corto Gobierno de coalición entre los nazis y el Partido Nacional del Pueblo Alemán. El nuevo gabinete inicialmente solo tuvo a tres miembros del Partido nazi: Hitler, Hermann Göring como ministro sin cartera y ministro del Interior de Prusia, y Wilhelm Frick como Reichsminister del Interior. Menos de un mes después, el Reichstag salió ardiendo. Hitler se aprovechó de este evento, forzando a von Hindenburg para que firmara el llamado Decreto del Incendio del Reichstag, que suspendía los derechos básicos y permitía la detención sin juicio o proceso judicial alguno.
La ley habilitante, aprobada por el Reichstag en 1933, dio al gabinete —y en concreto, a Hitler— plenos poderes legislativos, por lo que desde ese momento el país se convirtió de facto en una dictadura. El 1 de agosto de 1934, el gabinete de Hitler aprobó una ley que estipulaba que tras la muerte de von Hindenburg, el puesto de presidente sería abolido y sus poderes se fusionarían con los del canciller. Von Hindenburg falleció al siguiente día, y Hitler se convirtió a la vez en jefe de Estado y jefe de Gobierno bajo el título de Führer und Reichskanzler (líder y canciller del Reich).
El ascenso al poder del Partido nazi le dio a Himmler y a las SS una inestimable oportunidad para crecer. Para 1933, las SS ya disponían de 52 000 miembros. Los estrictos requisitos de afiliación perseguían que todos los solicitantes fueran de la llamada raza aria. Los candidatos eran examinados por sus cualidades nórdicas. Pocos eran los que se atrevían a señalar que, según las propias normas de las SS, Himmler era el primero que no cumplía con sus propios ideales.
La organización y el intelecto de Himmler le fueron muy útiles cuando este comenzó a establecer diferentes departamentos de las SS. En 1931 nombró a Reinhard Heydrich jefe del nuevo Servicio Ic (servicio de inteligencia), que en 1932 fue renombrado como Sicherheitsdienst (SD) o "Servicio de Seguridad". Posteriormente, y de modo oficial, Himmler nombró a Heydrich como su adjunto. Tanto Himmler como Heydrich mantenían una buena relación de trabajo y un respeto mutuo. En 1933 comenzaron a eliminar el control que las SA tenían sobre las SS. Con la colaboración del ministro del Interior, Wilhelm Frick, esperaban poder crear una fuerza unificada de Policía para toda Alemania. En marzo de 1933, el gobernador del Reich para Baviera, Franz Ritter von Epp, nombró a Himmler jefe de la Policía de Múnich. Himmler, a su vez, nombró a Heydrich comandante del Departamento IV, la policía política. Ese mismo año, Hitler promocionó a Himmler al rango de SS-Obergruppenführer, que equivalía en rango a los altos mandos de la SA. A partir de ese momento, Himmler y Heydrich fueron haciéndose con el control de las policías políticas de los demás estados, una tras otra; la única que no controlaban fue Prusia, donde Göring tenía el control de los organismos de seguridad.
Himmler posteriormente establecería la SS-Rasse- und Siedlungshauptamt, una organización racista y antisemita. Nombró a Walther Darré como su primer jefe, con el rango de SS-Gruppenführer. El departamento implementó varias políticas raciales y supervisó la "integridad racial" de los miembros de las SS. Los miembros de las SS fueron cuidadosamente examinados por su origen racial. El 31 de diciembre de 1931, Himmler introdujo la llamada "Orden del Matrimonio", la cual requería que los hombres de las SS que desearan contraer matrimonio debían redactar árboles genealógicos que demostraran que ambas familias eran de origen ario desde 1800 (Ariernachweis). Si durante la investigación racial se encontraba algún antepasado no ario, ya fuera dentro o fuera del árbol familiar, la persona en cuestión era automáticamente excluida de las SS. Cada hombre hubo de redactar un Sippenbuch, un registro genealógico detallando su historia genética. Himmler esperaba que cada matrimonio de las SS hubiera producido al menos cuatro hijos, creando así una comunidad de futuros miembros de las SS supuestamente genéticamente superiores. Sin embargo, el programa tuvo unos resultados decepcionantes; menos del 40 % de los miembros de las SS habían contraído matrimonio y habían tenido al menos un hijo.

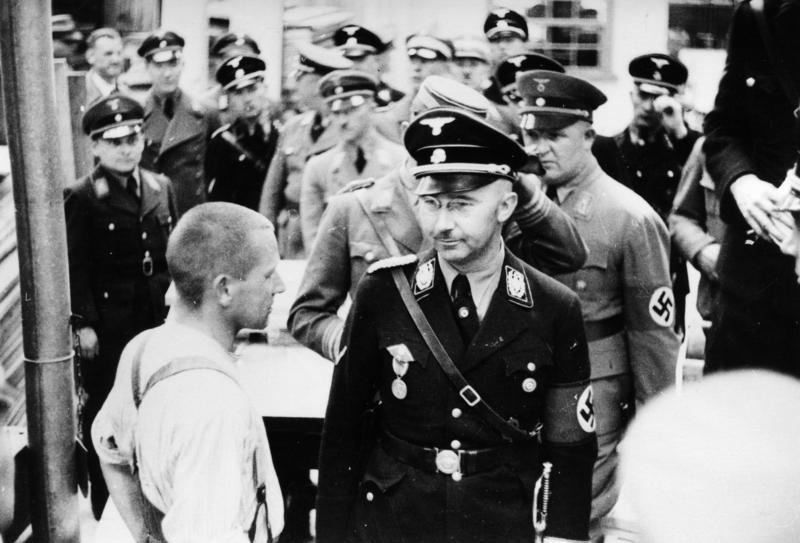
Himmler (en el centro, junto a un prisionero) visitando el campo de concentración de Dachau, en 1936.

En marzo de 1933, menos de tres meses después de que los nazis tomaran el poder, Himmler creó el primer campo de concentración oficial, en Dachau. Hitler ya había declarado que no quería que este fuese una prisión más, u otro campo de detención. En junio de ese año Himmler nombró a Theodor Eicke, un delincuente convicto y ardiente nazi, para que dirigiera el campo. Eicke ideó un sistema que se utilizaría como modelo para futuros campos en toda Alemania. Entre sus principales características, destaca el aislamiento del mundo exterior al que eran sometidas las víctimas, elaborar listas de prisioneros y eventos, el uso de la fuerza y las ejecuciones para forzar obediencia, y un estricto código de disciplina para los guardias. Los guardias de los campos llevaban uniforme, y disponían de una insignia especial, la Totenkopf o «calavera». A finales de 1934, Himmler se hizo con el control de todos los campos bajo administración de las SS y creó una división separada para su gestión, las SS-Totenkopfverbände.
Inicialmente los campos acogieron a los opositores políticos; con el tiempo, todos aquellos que eran considerados por los nazis como miembros indeseables de la sociedad alemana —criminales, vagabundos, homosexuales— también fueron enviados a los campos. Un decreto de Hitler de diciembre de 1937 permitía el encarcelamiento de cualquier persona que el régimen considerara que era un miembro indeseable de la sociedad. Esto incluía a comunistas, judíos, gitanos, y a aquellas personas de afiliación cultural, racial, política o religiosa que eran consideras por los nazis como Untermensch (sub-humanos). Por lo tanto, los campos se convirtieron en un mecanismo para la ingeniería social y racial. Al comienzo de la Segunda Guerra Mundial, en el otoño de 1939, había seis campos de concentración en los que había 27 000 recluidos. Las tasas de mortalidad fueron muy elevadas.

### Consolidación del poder
A comienzos de 1934, Hitler y otros líderes nazis empezaron a estar preocupados por la posibilidad de que Röhm estuviera planeando un golpe de Estado. Röhm tenía opiniones populistas y otras con tintes socialistas, y creía que la revolución real todavía no había comenzado. Se acabó dando cuenta de que las SA —cuyos miembros ahora superaban los tres millones de efectivos, muy lejos del entonces pequeño ejército alemán— podrían convertirse en el nuevo Ejército, absorbiendo las SA a las antiguas fuerzas armadas, bajo su liderazgo. Röhm presionó a Hitler para que le nombrase ministro de Defensa, una posición que ostentaba el conservador general Werner von Blomberg.
Mientras tanto, Himmler siguió aumentando su poder. Hermann Göring había creado en Prusia una fuerza de policía secreta, la Geheime Staatspolizei o Gestapo, y había nombrado a Rudolf Diels como su director. Sin embargo Göring, preocupado porque Diels no estaba siendo lo bastante efectivo para usar toda la efectividad de la Gestapo y reducir así el poder de las SA, acabó cediendo el control de la misma a Himmler el 20 de abril de 1934. También ese mismo día Hitler nombró a Himmler jefe de todas las fuerzas de Policía de Alemania, con la única excepción de Prusia, que seguía sin controlar. Esto supuso un cambio radical respecto a la larga tradición existente de que la Policía en Alemania era una cuestión local y/o de los estados federados. Heydrich, que fue nombrado por Himmler nuevo jefe de la Gestapo el 22 de abril de 1934, continuó como jefe del Sicherheitsdienst (SD).
Hitler decidió el 21 de junio que Röhm y los demás líderes de las SA debían ser eliminados. El 29 de junio envió a Göring a Berlín para que se encontrara con Himmler y Heydrich, y planificaran la acción. Hitler se hizo cargo de la situación en Múnich, donde Röhm fue arrestado; le dio a Röhm la opción de suicidarse o de ser ejecutado. Como Röhm se negó a suicidarse, fue asesinado por dos oficiales de las SS. Desde 85 a 200 miembros de la jefatura de las SA y otros adversarios políticos de los nazis, como Gregor Strasser, fueron asesinados entre el 30 de junio y el 2 de julio de 1934 durante estos sucesos, conocidos posteriormente en la historiografía como la Noche de los Cuchillos Largos. Con las SA ahora neutralizadas, las SS se convirtieron en una organización independiente que desde el 20 de julio de 1934 solo respondía ante Hitler. El título de Himmler, Reichsführer-SS, formalmente pasó a ser el más alto rango de las SS, equivalente al mariscal de campo del Ejército. Las SA siguieron existiendo, pero en contraposición con el pasado, ahora no pasaban de ser una mera organización deportiva y de entrenamiento.

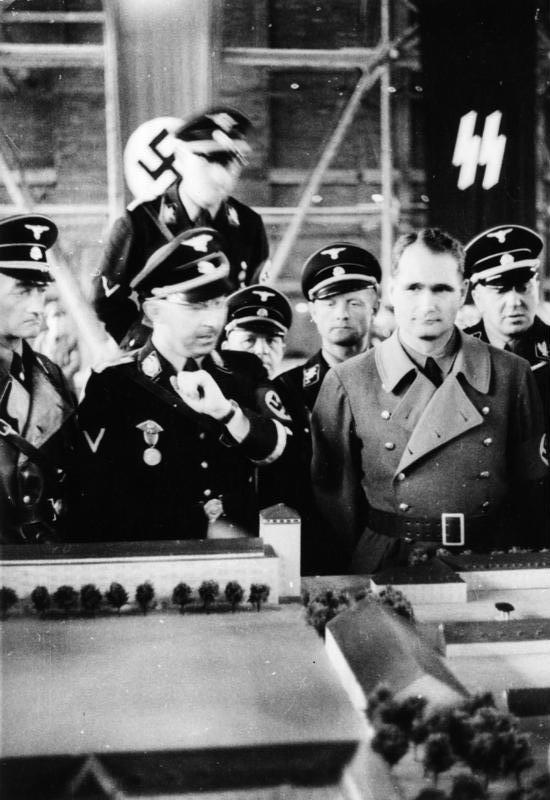
Himmler y Rudolf Hess en Dachau en 1936, viendo una maqueta a escala del campo de concentración.

El 15 de septiembre de 1935, Hitler presentó dos nuevas leyes —conocidas como las Leyes de Núremberg— al Reichstag. Las leyes prohibían el matrimonio entre no-judíos y judíos, y también prohibían el empleo de mujeres no judías menores de 45 años en hogares judíos. Además, las leyes privaban a los llamados "no arios" de los beneficios de la ciudadanía alemana.
Himmler y Heydrich querían seguir extendiendo el poder de las SS; por ello, urgieron a Hitler para que creara una fuerza nacional de Policía supervisada por las SS, para proteger a la Alemania nazi de sus muchos enemigos reales y/o imaginarios. El ministro del Interior, Wilhelm Frick, también quería disponer de una fuerza nacional de Policía, pero una controlada por él, con Kurt Daluege como jefe de Policía. Hitler dejó el asunto a Himmler y Heydrich para que arreglaran los detalles con Frick. Himmler y Heydrich tenían mayor poder de negociación, ya que estaban aliados con el viejo enemigo de Frick, Göring. Heydrich elaboró una serie de propuestas y Himmler le envió a reunirse con Frick. Un enojado Frick consultó entonces con Hitler, quien se mostró de acuerdo con las propuestas. Finalmente, Frick hubo de transigir, y el 17 de junio de 1936 Hitler decretó la unificación de todas las fuerzas policiales en el Reich, y nombró a Himmler jefe de la Policía alemana (bajo el título oficial de Reichsführer SS und Chef der Deutschen Polizei). En este puesto, Himmler todavía estaba nominalmente subordinado a Frick y al Ministerio del Interior del Reich. En la práctica, sin embargo, la Policía había caído en el área de influencia de las SS, y no estaba bajo el control de Frick. Este movimiento dio a Himmler el control operacional sobre toda la fuerza de comisarios e investigadores policiales de Alemania. Esto también le permitió tener autoridad sobre las fuerzas uniformadas de Policía, que en junio de 1936 fueron agrupadas en la nueva Ordnungspolizei (OrPo), bajo la dirección de Daluege.
Además de estos cambios, Himmler creó la Kriminalpolizei (KriPo) como una organización policial que agrupara a todas las agencias de investigación criminal que existían en Alemania. Posteriormente, la Kripo sería unificada con la Gestapo en la Sicherheitspolizei (SiPo), bajo el mando de Heydrich. En septiembre de 1939, poco después del comienzo de la Segunda Guerra Mundial, Himmler formó la Reichssicherheitshauptamt (RSHA, u "Oficina Central de Seguridad del Reich"). El nuevo organismo se encargó de coordinar todas las fuerzas policiales y de seguridad del Reich alemán, por lo que en la RSHA se integraron la SiPo (que para entonces incluía a la Gestapo y a la Kripo) y el SD. Como ya había hecho en ocasiones anteriores, Himmler puso a Heydrich al frente del nuevo organismo.

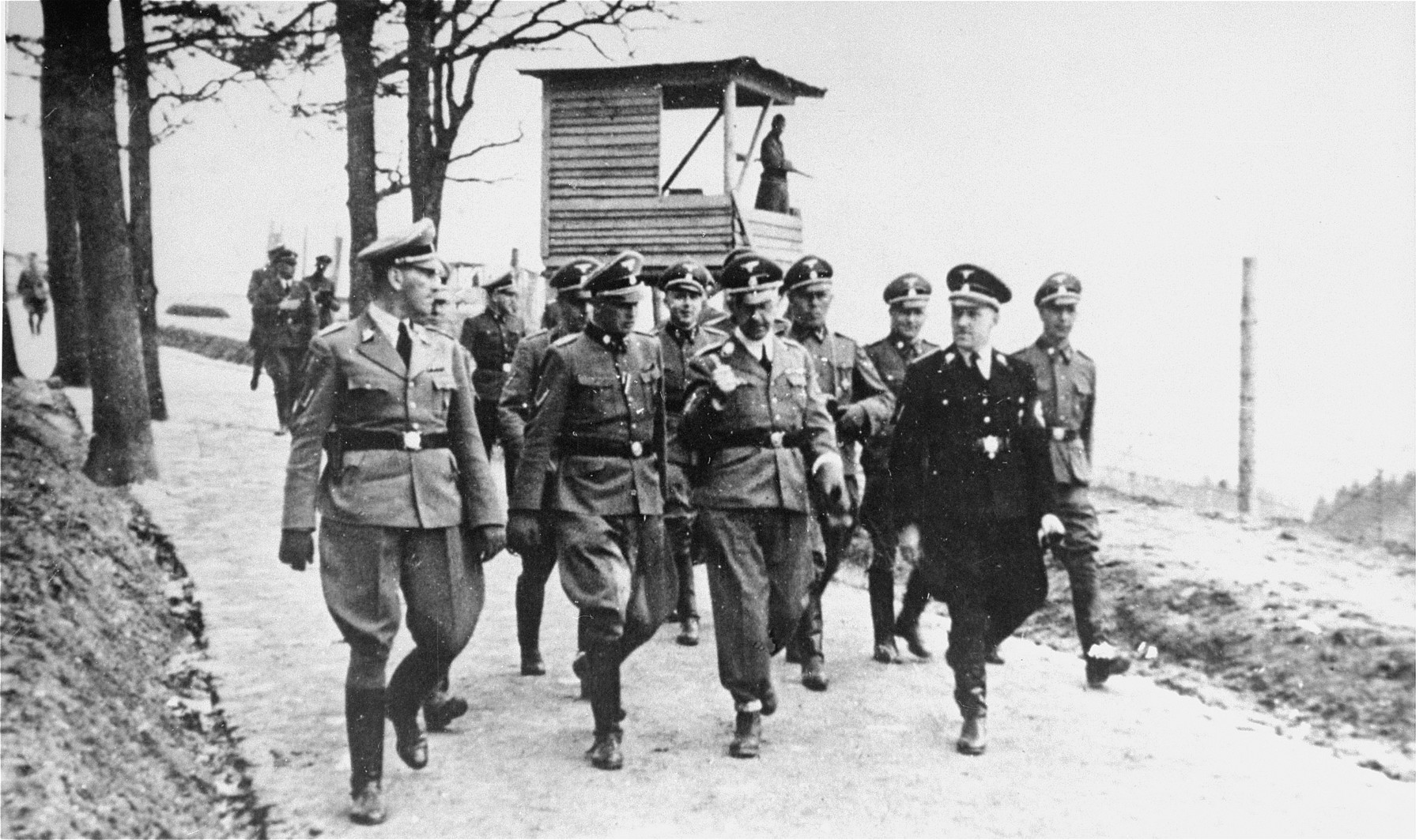
Himmler, Ernst Kaltenbrunner, y otros oficiales de las SS visitando el campo de concentración de Mauthausen, en 1941.

Bajo el liderazgo de Himmler, las SS desarrollaron su propia rama militar, la SS-Verfügungstruppe (SS-VT), que más tarde evolucionaría hasta convertirse en las Waffen-SS. Nominalmente bajo la autoridad exclusiva de Himmler, las Waffen-SS desarrollaron una estructura de mando y de operaciones completamente militarizada. Creada inicialmente sobre la base de tres regimientos, durante la Segunda Guerra Mundial creció hasta llegar a alcanzar unas 38 divisiones, sirviendo junto al Heer (Ejército), pero nunca formando parte de él.
Además de sus ambiciones militares, Himmler estableció los comienzos de una economía paralela bajo el paraguas de la estructura de las SS. Para este fin, el administrador Oswald Pohl estableció las Deutsche Wirtschaftsbetriebe (Empresas Económicas Alemanas) en 1940. Bajo los auspicios de la Oficina Central de Economía y Administración de las SS, este holding poseía cooperativas de viviendas, factorías, y casas editoriales. Pohl demostró no tener escrúpulos y rápidamente explotó las empresas para poder obtener beneficios personales. Por el contrario, Himmler fue más honesto en asuntos de dinero y negocios.
En 1938, como parte de los preparativos para la contienda, Hitler puso fin a la alianza alemana con China, y entró en una alianza con el más moderno y agresivo Japón. Ese mismo año, Austria fue anexionada por la Alemania nazi durante el llamado Anschluss, y unos meses después, los Acuerdos de Múnich dieron a Alemania el control sobre el Sudetenland, que formaba parte de Checoslovaquia. Los motivos principales de Hitler para ir a la guerra incluían el obtener más Lebensraum ("espacio vital") para los pueblos germánicos, que eran considerados racialmente superiores por la ideología nazi. Un segundo objetivo era la eliminación de aquellos que eran considerados racialmente inferiores, particularmente los judíos y los eslavos, de los territorios del Reich. Entre 1933 y 1938, cientos de miles de judíos emigraron a los Estados Unidos, Palestina, Gran Bretaña, etc. Algunos se convirtieron al cristianismo.
El 31 de agosto Himmler firmó un acuerdo con el ministro de Orden Público de la España franquista, Severiano Martínez Anido, por el cual se establecía la extradición mutua de "delincuentes políticos" que fueran detenidos en ambos países. El acuerdo también permitió la instalación de una red de agentes del Sicherheitsdienst bajo la supervisión del jefe de la Gestapo en España, Paul Winzer.

### Campaña antieclesiástica
Himmler contemplaba como uno de los principales objetivos de las SS actuar como vanguardia en la superación del cristianismo y la restauración del estilo de vida "germánico" como parte de las preparaciones para el conflicto que se avecinaba entre "humanos y subhumanos". El biógrafo de Himmler Peter Longerich señala que, mientras el movimiento nazi en general se lanzó contra los comunistas y contra los judíos, Himmler, "mediante la vinculación de la descristianización con la regermanización, proporcionó a las SS un objetivo y un propósito para con todos los suyos". Himmler se oponía con vehemencia a la moralidad sexual cristiana y al "principio de piedad cristiana", dos principios que veía como un peligroso obstáculo a sus planes de combatir a los "subhumanos". En 1937, Himmler declaró:

Vivimos en la época del último conflicto con el cristianismo. Forma parte de los deberes de la SS dar al pueblo alemán durante el próximo medio siglo las bases ideológicas no cristianas sobre las cuales dirigir y dar forma a sus vidas. Esta tarea no consiste sólo en la superación de un oponente ideológico, sino un proceso que debe ir acompañado en cada paso por un impulso positivo: en este caso significa la reconstrucción de la herencia alemana en el más amplio y completo sentido.

Dado que consideraba el cristianismo como una religión poco apropiada para fortalecer a los soldados en el combate, proscribió dicho credo de las SS y prohibió la presencia de capellanes protestantes o católicos en las unidades de las Waffen-SS. Por el contrario, sí autorizará en 1943 el auxilio espiritual de consiliarios no cristianos en nuevas unidades como las divisiones Handschar y Skanderbeg, conformadas por voluntarios musulmanes bosnios y albaneses y que contaban con imanes adiestrados por el muftí y colaborador del III Reich Amin al-Husayni. El propio Himmler consideraba que el islam, al contrario que el cristianismo, «anima a los hombres al combate y les permite morir felices».

## Segunda Guerra Mundial

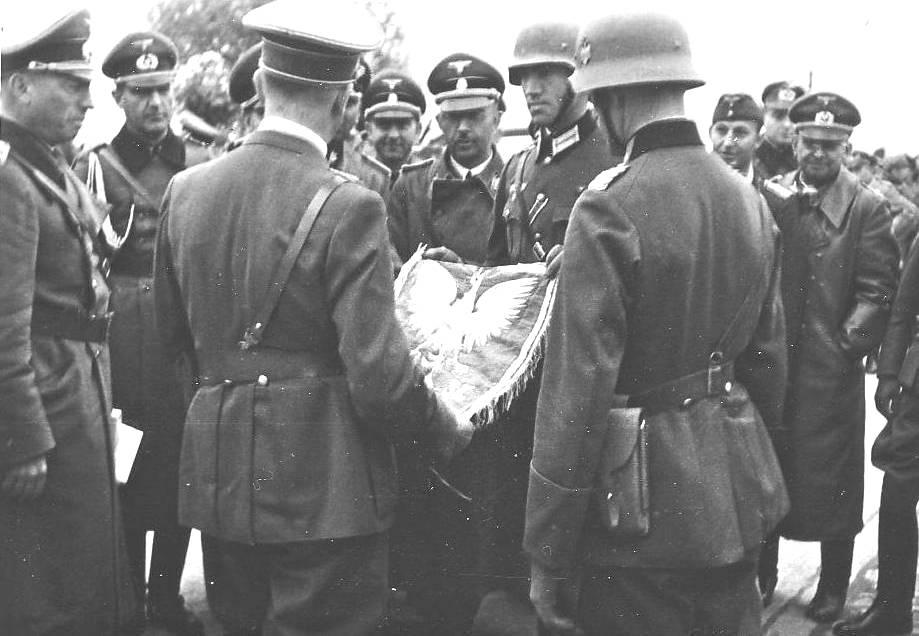
Himmler con Hitler en Polonia, septiembre de 1939.

Cuando Hitler y sus generales buscaron un pretexto para poder llevar a cabo la invasión de Polonia en 1939, Himmler, Heydrich, y Heinrich Müller desarrollaron y llevaron a cabo una operación de bandera falsa que recibió el nombre de Operación Himmler. Soldados alemanes vestidos con uniformes polacos llevaron a cabo distintas escaramuzas fronterizas que engañosamente sugirieron una agresión polaca contra Alemania. Los incidentes fueron usados por la propaganda nazi para justificar la invasión de Polonia, que supuso el comienzo de la Segunda Guerra Mundial. Al comienzo de la guerra con Polonia, Hitler autorizó el asesinato de civiles polacos, lo que incluía tanto a judíos como a polacos étnicos. Los Einsatzgruppen (unidades especiales de las SS) habían sido formados originalmente por Heydrich para asegurar la documentación y las oficinas gubernamentales en los territorios que Alemania conquistó antes de la Segunda Guerra Mundial. Con la autorización de Hitler, y bajo la dirección de Himmler y Heydrich, los Einsatzgruppen —ahora reorientados como escuadrones de la muerte— seguían al Heer (Ejército) en su avance por Polonia, y para finales de 1939 ya habían asesinado a unos 65 000 judíos, intelectuales, y otros grupos civiles polacos. Las milicias y las unidades del Heer también tomaron parte en estos asesinatos. Bajo las órdenes de Himmler, a través de la RSHA, estos escuadrones también se encargaron de reunir a judíos y otras víctimas para su envío a guetos o campos de concentración.

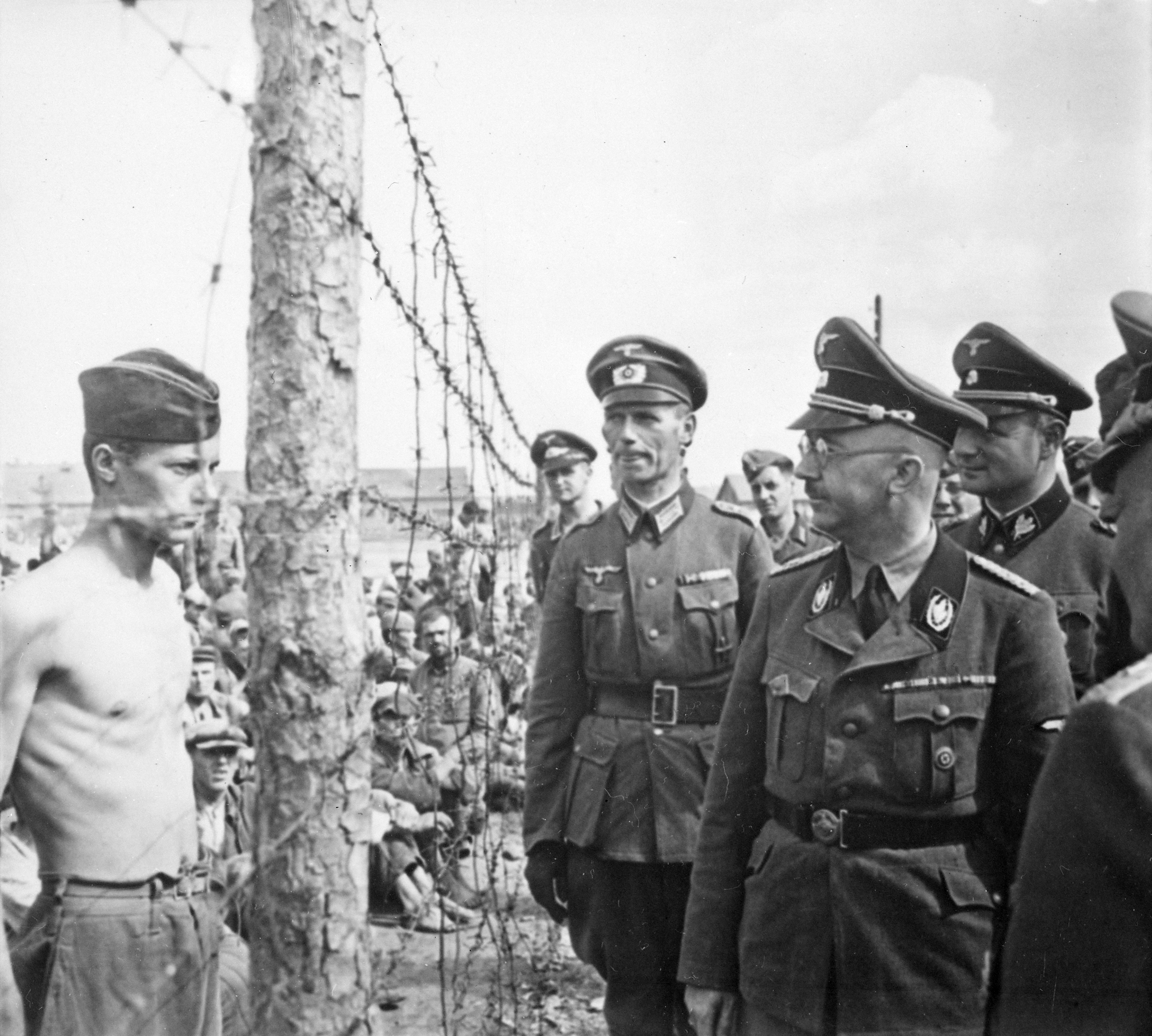
Himmler inspecciona un campo de prisioneros en la Unión Soviética, en el verano de 1941.

Posteriormente, Alemania invadió Dinamarca y Noruega, los Países Bajos, y Francia, y comenzó a bombardear Gran Bretaña en preparación de una futura invasión. El 21 de junio de 1941, un día antes de la invasión de la Unión Soviética, Himmler encargó a sus colaboradores la preparación del llamado Generalplan Ost (Plan General del Este); el plan fue finalizado en julio de 1942, y preveía que los Estados bálticos, Polonia, Ucrania occidental y Bielorrusia serían conquistados y repoblados a su vez por diez millones de ciudadanos alemanes. Los habitantes nativos de estas zonas —alrededor de 31 millones de personas— serían expulsados hacia el Este, asesinados mediante la hambruna, o empleados como mano de obra forzada. El plan habría extendido la frontera de Alemania unos mil kilómetros hacia el este, muy adentro del territorio soviético. Himmler estimaba que llevaría unos veinte o treinta años poder completar este plan, con un coste de 67 000 millones de Reichsmark. Al respecto, Himmler declaró abiertamente: "Es una cuestión de existencia, por lo que será una lucha racial de una severidad implacable, en el curso de la cual entre 20 y 30 millones de eslavos y judíos perecerán a través de acciones militares y la consecuente crisis en el suministro de alimentos".
Himmler posteriormente declararía que la guerra contra la Unión Soviética era una cruzada paneuropea que pretendía defender los valores tradicionales de la vieja Europa frente a las «hordas bolcheviques ateas»; esta declaración atrajo a muchos voluntarios de toda Europa que se alistaron a las Waffen-SS. Inicialmente seleccionaron a reclutas de Europa septentrional y occidental —Escandinavia, Luxemburgo, Flandes, Países Bajos y Suiza— a los que Himmler consideraba como habitantes de "naciones con una existencia relacionada". La España franquista y la Italia fascista, ambos Estados cercanos a la Alemania nazi, también proporcionaron hombres para las unidades de las Waffen-SS. Entre los países occidentales el número de voluntarios podía variar fuertemente, desde los 25 000 procedentes de los Países Bajos a los 300 procedentes de Suecia y Suiza. En Europa oriental el mayor número de voluntarios vino de Lituania (50 000) mientras que Bulgaria fue la que menos voluntarios aportó (600). Después de 1943 muchos de los efectivos de las Waffen-SS procedentes de Europa oriental eran en realidad reclutas. El rendimiento de las unidades orientales de las Waffen-SS estuvo, en su conjunto, por debajo del estándar.
A finales de 1941, Hitler nombró a Heydrich protector adjunto del Reich para el Protectorado de Bohemia y Moravia. Heydrich comenzó a clasificar racialmente a los checos, deportando a muchos de ellos a los campos de concentración; muchos miembros de la cada vez más fuerte Resistencia checoslovaca fueron muertos por los alemanes. Todo ello llevó a que Heydrich se ganara el sobrenombre de "el Carnicero de Praga". Este nombramiento fortaleció la colaboración entre Himmler y Heydrich, y Himmler estaba orgulloso de que las SS tuvieran autoridad sobre todo el Estado alemán. A pesar de tener acceso directo a Hitler, la lealtad de Heydrich hacia Himmler siguió siendo firme.
Con la aprobación de Hitler, Himmler reestableció los Einsatzgruppen en el período previo a la planificada invasión de la Unión Soviética. En marzo de 1941, Hitler se dirigió a sus líderes del Ejército, detallando su intención de romper el imperio soviético y a su vez de destruir la intelectualidad y a los líderes bolcheviques. Su directiva especial n.º 21, más conocida como Operación Barbarroja, decía así: "En el área de operaciones del Ejército, al Reichsführer de las SS se le han dado tareas especiales sobre las órdenes del Führer, con el fin de preparar la administración política. En el marco de estas tareas, el Reichsführer-SS actúa de forma independiente y bajo su propia responsabilidad". A diferencia de ocasiones anteriores, esta vez Hitler hizo esto para evitar fricciones internas como las que ya habían ocurrido en Polonia en 1939, cuando algunos generales del Ejército alemán protestaron e intentaron juzgar a los líderes de los Einsatzgruppen por los asesinatos en masa que llevaron a cabo.

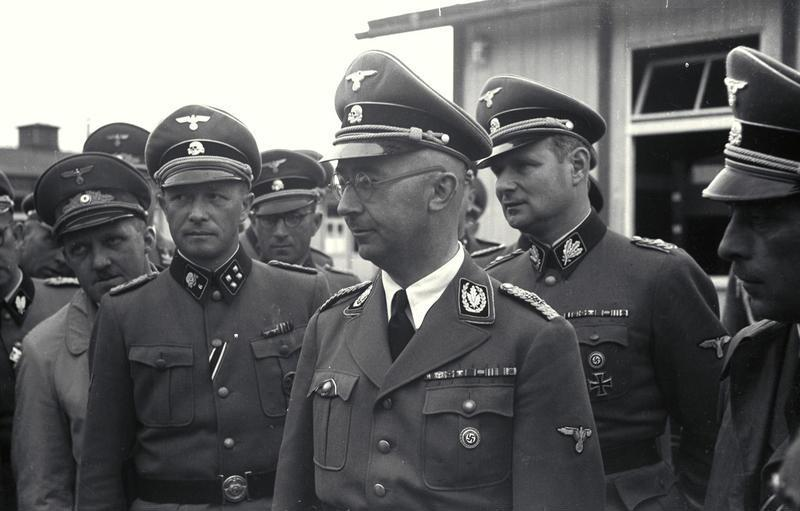
Himmler en Mauthausen junto a sus oficiales SS, Franz Ziereis y August Eigrüber a la derecha y a su izquierda, Georg Bachmayer (1941).

Siguiendo al Ejército en su avance por la Unión Soviética, los Einsatzgruppen detuvieron y asesinaron a miles de comunistas, judíos y todos aquellos que eran considerados indeseables por el Estado nazi. Hitler recibió numerosos informes de estas acciones. Unos 2,8 millones de prisioneros de guerra soviéticos murieron por hambre, malos tratos o asesinados durante los ocho meses que siguieron a la invasión alemana, hasta comienzos de 1942. Alrededor de 500 000 prisioneros de guerra soviéticos murieron en los campos de concentración durante el resto de la contienda; la mayoría de ellos murieron fusilados o ejecutados en cámaras de gas. Para la primavera de 1941, siguiendo las órdenes de Himmler, se construyeron diez campos de concentración en los cuales los internos estaban destinados a realizar trabajos forzados. Los judíos procedentes de Alemania y de los territorios ocupados fueron deportados a los guetos, o encerrados en los campos de concentración. En diciembre de 1941 los alemanes fueron rechazados en Moscú, lo que significó que la invasión de la Unión Soviética había fracasado; Hitler y otros jerarcas nazis se dieron cuenta de que las previstas deportaciones en masa hacia el este ya no serían posibles. Como resultado, en lugar de ser deportados, muchos judíos europeos estaban destinados a ser asesinados.

### Represión y exterminio

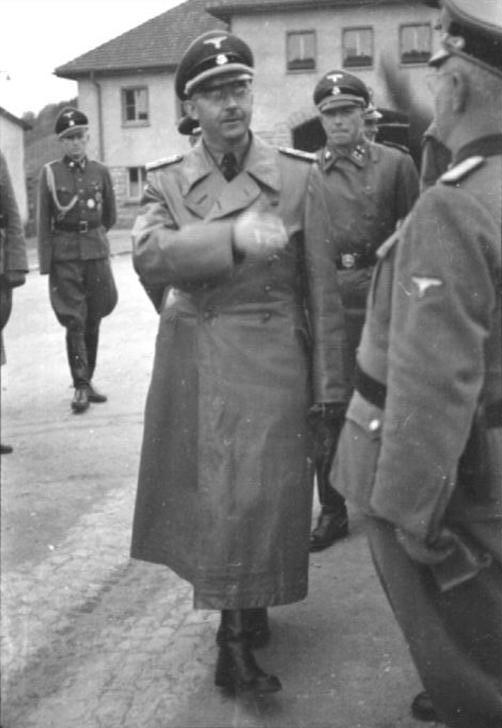
Himmler finalizando una visita al campo de concentración de Mauthausen en abril de 1941.

Las políticas raciales nazis, incluyendo el concepto de que las poblaciones que supuestamente eran racialmente inferiores no tenían derecho a vivir, se remontaban a los primeros días del partido; Hitler ya teorizaba esto en su "Mi lucha". En diciembre de 1941, poco después de producirse la declaración de guerra a Estados Unidos por parte de Alemania, Hitler resolvió que los judíos de Europa iban a ser "exterminados". Heydrich organizó un encuentro, celebrado el 20 de enero de 1942 en Wannsee, un suburbio de Berlín. Ayudado por oficiales nazis de alto rango, todos ellos organizaron los planes para llevar a cabo la «solución final a la cuestión judía». Heydrich detalló cómo estos judíos tendrían que trabajar hasta la muerte y cómo los que no pudieran trabajar serían asesinados ipso facto. Heydrich calculó que el número de judíos que tendrían que ser asesinados sería de unos once millones, y comentó a los asistentes a la conferencia que Hitler había puesto a cargo de este plan al propio Himmler.
En junio de 1942, Heydrich fue asesinado en Praga en una operación llevada a cabo por Jozef Gabčík y por Jan Kubiš, miembros del Ejército checoslovaco en el exilio que habían sido entrenados por la Dirección de Operaciones Especiales británica. Durante los dos funerales que tuvieron lugar, Himmler —el principal afectado— se hizo cargo de los dos hijos pequeños de Heydrich, y en Berlín dio un elogio a Heydrich. El 9 de junio, tras haberlo discutido con Himmler y Karl Hermann Frank, Hitler ordenó la ejecución de represalias en respuesta a la muerte de Heydrich. Alrededor de 13 000 personas fueron arrestadas, y el pueblo de Lídice fue arrasado hasta los cimientos; todos los habitantes de Lídice, así como toda la población adulta de Ležáky, fueron asesinados. Al menos 1300 personas fueron asesinadas por pelotones de ejecución. Himmler asumió la dirección de la RSHA y aceleró el ritmo de los asesinatos de judíos en la Aktion Reinhard (Operación Reinhard), denominada así en honor a Heydrich. También ordenó que los campos de la Aktion Reinhard —que constituían los primeros campos de exterminio— fueran levantados en Bełżec, Sobibór, y Treblinka.
Inicialmente las víctimas eran asesinadas mediante camiones de gaseado o pelotones de ejecución, pero estos métodos demostraron ser impracticables para una operación a gran escala. En agosto de 1941, Himmler asistió a la ejecución de 100 judíos en Minsk. Con náuseas y sacudido por la experiencia, empezó a preocuparse por el impacto que estas acciones podrían tener en la salud mental de sus hombres de las SS. Decidió que debían encontrarse métodos alternativos de asesinato. Bajo sus órdenes, en la primavera de 1942 el campo de Auschwitz había sido ampliado en gran medida, incluyendo la adición de cámaras de gas, donde las víctimas eran asesinadas mediante la exposición al pesticida Zyklon B. Al final de la guerra, alrededor de 5,5 millones de judíos habían sido asesinados por el régimen nazi. Himmler visitó el campo de Sobibor a comienzos de 1943; para entonces unas 250 000 personas habían sido asesinadas solo allí. Después de presenciar un gaseamiento de prisioneros, promocionó a veintiocho personas y ordenó que fueran descendiendo las operaciones del campo. Unos meses después, en octubre, se produjo una revuelta de los internos del campo: los rebeldes mataron a numerosos guardias y personal de las SS, y unos doscientos prisioneros lograron escapar; algunos se unieron a las unidades partisanas que operaban en la zona, mientras que el resto fueron asesinados por las patrullas alemanas. El campo terminó siendo cerrado y desmantelado en diciembre de 1943.
Himmler fue el principal arquitecto del Holocausto, usando sus creencias nazis y racistas para poder justificar el asesinato de millones de personas. Los nazis planearon el asesinato de intelectuales polacos y la restricción de la población no alemana en el Gobierno General y otros territorios ocupados, permitiendo que permaneciera solo aquella población que no hubiera superado los estudios básicos. Los nazis querían reproducir en Alemania una raza superior de arios nórdicos racialmente puros. Como agrónomo y granjero, Himmler estaba familiarizado con los principios de la cría selectiva, los cuales se proponía aplicar a humanos. Llegó a creer que podría transformar a la sociedad alemana, por ejemplo, a través de la eugenesia, para que varias décadas después del final de la contienda ya fuera una población nórdica en apariencia.

### Germanización
Como comisario del Reich para la Consolidación de la Nacionalidad Alemana (RKFDV) y contando con la colaboración de la VoMi, Himmler estuvo muy implicado en el programa de germanización del este, particularmente Polonia. Tal y como estaba establecido en el Plan General del Este, el objetivo era esclavizar, expulsar o exterminar a la población nativa y crear en su lugar Lebensraum ("espacio vital") para los Volksdeutsche (alemanes étnicos). Siguió con sus planes para colonizar el este, incluso cuando muchos alemanes eran reacios a la posibilidad de ser reubicados allí, y a pesar de los efectos negativos que este plan tenía sobre los esfuerzos bélicos.
Las agrupaciones raciales de Himmler comenzaron con la Volksliste, la clasificación de personas consideradas de sangre alemana. Esto incluía a alemanes que habían colaborado con el Estado alemán antes de la contienda, aunque también a aquellos alemanes que se habían mantenido neutrales, a aquellos que eran parcialmente polacos pero «germanizables», y a aquellos que eran alemanes de nacionalidad polaca. Himmler ordenó que aquellos que fueran rechazados para ser clasificados como alemanes étnicos deberían ser deportados a los campos de concentración y retirada la custodia de sus hijos, o ser asignados a trabajos forzados. La creencia de Himmler de que "está en la naturaleza de la sangre alemana el resistir" le llevó a sacar la conclusión de que los bálticos o los eslavos que resistieran la germanización eran racialmente superiores a los demás grupos más sumisos. Llegó a declarar que no se perdería ninguna gota de sangre para que esta se mezclara con una "raza extraña".
El plan también incluía el secuestro de niños de Europa oriental por la Alemania nazi. A este respecto, Himmler comentó:

Obviamente, en la búsqueda de una mezcla de pueblos, siempre habrá algunos tipos racialmente buenos. Por tanto, creo que es nuestro deber llevarnos a sus hijos, para sacarlos de su entorno, robándolos si es necesario. Sea cual sea el resultado, ganaríamos, ya que lograríamos atraer esa sangre hacia nuestro espacio y le encontraríamos un lugar entre nuestro pueblo...o acabaríamos destruyendo esa sangre.

Los niños "racialmente valiosos" debían mantenerse alejados de todo contacto con los polacos, y a su vez ser criados como alemanes y con nombres alemanes. Himmler llegó a declarar: "Tenemos una especial fe en nuestra propia sangre, que ha fluido hacia una nacionalidad extranjera a través de las vicisitudes de la historia de Alemania. Estamos convencidos de que nuestra propia filosofía y los ideales se sentirán en el espíritu de estos niños que nos pertenecen racialmente". Los niños serían adoptados por familias alemanas. A aquellos niños que pasaron las pruebas pero que acabaron siendo rechazados se les envió a un gueto en Łódź, donde la mayoría de ellos murió.
Para enero de 1943, Himmler informó que 629 000 alemanes étnicos habían sido reasentados; sin embargo, la mayoría de alemanes reasentados no vivían en las previstas granjas rurales para pequeñas familias, sino en campos de tránsito temporales y en barrios de ciudades. Medio millón de residentes procedentes de los territorios polacos anexionados, así como de Eslovenia, Alsacia, Lorena y Luxemburgo, fueron desplazados al Gobierno General o enviados a Alemania como mano de obra esclava. Himmler dio instrucciones para que todos los trabajadores extranjeros llevados a Alemania fueran considerados como un peligro para la sangre alemana. De acuerdo a las leyes raciales alemanes, las relaciones sexuales entre alemanes y extranjeros tenían la consideración de Rassenschande ("desviación racial") y estaban prohibidas.

## Visita a España

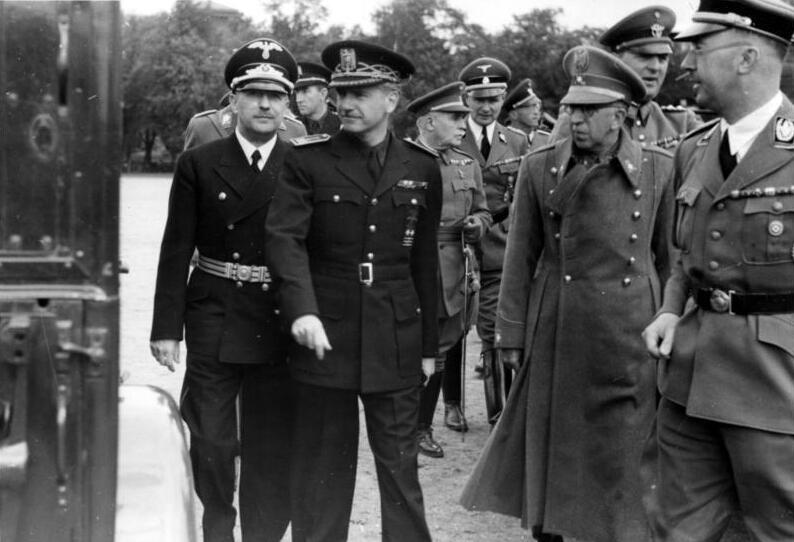
A la derecha Himmler durante la visita de la delegación española a Berlín.

Poco antes de producirse la entrevista de Hendaya, en octubre de 1940, Himmler realizó una visita a la España franquista con el objetivo en parte de supervisar las medidas de seguridad previas al encuentro entre Franco y Hitler. La visita se produjo entre 19 y el 24 de octubre. Entró por la frontera franco-española en Irún, donde fue recibido por el director general de Seguridad, José Finat, y por el general López-Pinto. Durante estos días pasó por las ciudades de San Sebastián, Burgos, Madrid, Toledo y Barcelona. El 20 de octubre llegó a la Estación del Norte de Madrid, siendo recibido por una comitiva militar, el embajador alemán en Madrid y Serrano Suñer.

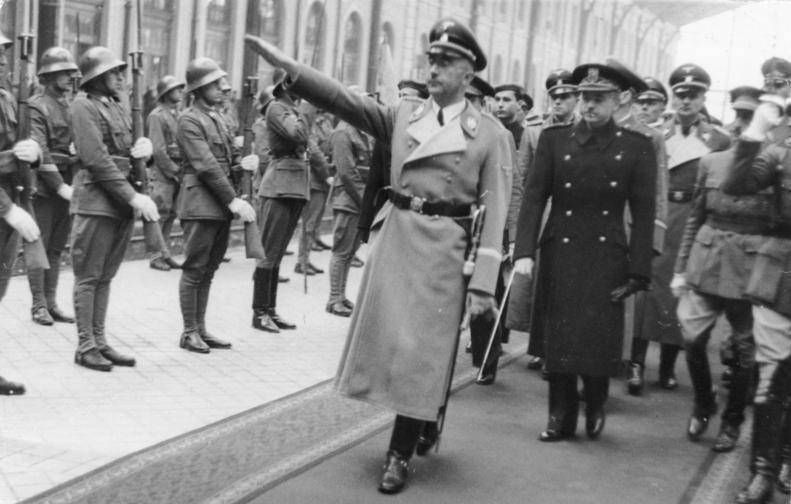
Himmler, recibido con honores tras su llegada a Madrid (1940).

En la capital fue recibido por numerosos falangistas y calles decoradas con banderas nazis y falangistas. Poco después, el dictador Francisco Franco lo recibió en el Palacio de El Pardo. Himmler llegó a asistir a una corrida de toros que se ofreció en su honor en la plaza de toros de Las Ventas. Durante su estancia en la capital, Himmler acordó con el director general de Seguridad estrechar la cooperación policial entre ambos Estados, así como el envío a Madrid de un asesor de la Gestapo. Tras Madrid, también visitó la antigua capital visigoda, Toledo, donde recorrió las ruinas del destruido alcázar. Algunos autores relacionan esta visita con su búsqueda del Santo Grial al haber sido Toledo una importante sede templaria, alquimista y nigromante. En su última etapa en España estuvo visitando el monasterio de Montserrat, por la tradición del Santo Grial. Durante su estancia, Himmler quedó sorprendido por la magnitud y la crudeza de la represión franquista. Ante el ambiente deprimido que se encontró en Madrid, recomendó a las autoridades franquistas que pasaran página "para evitar que toda la vida nacional siga girando alrededor de la tragedia nacional".

## Los últimos meses

### Atentado del 20 de julio
El 20 de julio de 1944 un grupo de oficiales del Ejército liderados por Claus von Stauffenberg —y que incluían a algunos de los oficiales de más alto rango de las fuerzas armadas alemanas— intentaron asesinar a Hitler, pero Hitler sobrevivió al atentado que habían organizado. Al día siguiente, Himmler formó una comisión especial que arrestó a más de 5000 sospechosos y a conocidos opositores del régimen. Hitler ordenó brutales represalias que acabaron llevando a la ejecución de más de 4900 personas. A pesar de que Himmler estaba avergonzado por su estrepitoso fracaso —al no haber descubierto la conspiración contra Hitler—, el atentado implicó que sus poderes y su autoridad se vieran incrementados considerablemente.
El general Friedrich Fromm, comandante en jefe del Ejército de Reserva (Ersatzheer) y el oficial superior inmediato a Stauffenberg, fue uno de aquellos de los que estuvo implicado en la conspiración. Hitler destituyó a Fromm de su puesto y nombró a Himmler su sucesor. Dado que el Ejército de Reserva estaba compuesto por dos millones de hombres, Himmler esperaba poder aprovechar estas reservas para poder destinarlas a las Waffen-SS. Nombró a Hans Jüttner, director de la SS Führungshauptamt, como su adjunto y comenzó a destinar a miembros de las SS para los puestos del Ejército de Reserva. Para noviembre de 1944 Himmler había logrado unificar la oficina de reclutamiento del Ejército de Reserva con la oficina de reclutamiento de las Waffen-SS y había logrado presionar con éxito hasta conseguir aumentar las cuotas de reclutas destinados a las SS. Además de este puesto militar, para esta época Himmler ya era ministro del Interior y plenipotenciario general para la Administración (Generalbevollmächtigter für die Verwaltung). En agosto de 1944, Hitler le autorizó para reestructurar la organización y la administración de las Waffen-SS, el Ejército, y los servicios de policía. Como jefe del Ejército de Reserva, Himmler ahora era responsable de los prisioneros de guerra. También quedó a cargo del sistema penal de la Wehrmacht, y hasta enero de 1945 también controló el desarrollo de los armamentos de la Wehrmacht.

### Mandos militares
El 6 de junio de 1944 los Ejércitos aliados occidentales desembarcaron en el norte de Francia durante la Operación Overlord. Los anglo-americanos comenzaron a avanzar hacia la frontera alemana. En respuesta, unos meses después se creó el Grupo de Ejércitos Alto Rin (Heeresgruppe Oberrhein) para tratar de detener el avance del 7.º Ejército estadounidense (bajo el mando del general Alexander Patch) y del 1.er Ejército francés (dirigido por el general Jean de Lattre de Tassigny) en la región de Alsacia, a lo largo del valle occidental del río Rin. A finales de 1944, Hitler nombró a Himmler comandante del Grupo de Ejércitos Alto Rin.
El 26 de septiembre de 1944 Hitler dio a Himmler la orden de que creara unidades militares especiales, las cuales luego acabarían formando la conocida como Volkssturm. Todos los hombres de entre dieciséis y sesenta años fueron reclutados para cumplir servicio en esta milicia, a pesar de las protestas del ministro de Armamentos, Albert Speer, que señaló que los trabajadores cualificados irreemplazables estaban siendo retirados de la producción armamentística. Hitler se mostró confiado y creía que hasta seis millones de hombres podrían ser alistados, y que las nuevas unidades "iniciarían una guerra popular contra el invasor". Estas esperanzas revelaron ser demasiado optimistas. Se llegó a alistar a jóvenes de hasta catorce años. Debido a la grave escasez de armamento y de equipo y al escaso entrenamiento recibido, los miembros de la Volkssturm estaban deficientemente preparados para el combate, y alrededor de 175 000 de ellos perdieron la vida durante los últimos meses de la contienda.
El 1 de enero de 1945, Hitler y sus generales lanzaron la operación Viento del Norte (Unternehmen Nordwind). El objetivo era romper las líneas de enlace entre el 7.º Ejército estadounidense y el 1.er Ejército francés, en una operación que buscaba apoyar por el flanco sur a la ofensiva de las Ardenas, que en aquel momento se estaba desarrollando. Sin embargo, después de algunos pequeños éxitos iniciales de los alemanes, los norteamericanos lograron detener la ofensiva. Para el 25 de enero, la operación Nordwind se pudo dar oficialmente por terminada, constituyendo un fracaso para los alemanes. Durante las operaciones militares, Himmler apenas si destacó.
El 25 de enero de 1945, a pesar de la falta de experiencia militar de Himmler, Hitler lo nombró comandante del recientemente creado Grupo de Ejércitos Vístula (Heeresgruppe Weichsel) con la misión de frenar la nueva ofensiva soviética, que amenazaba con entrar en Pomerania. El general Heinz Guderian consideró el nombramiento de Himmler como una "idiotez" y criticó que los oficiales elegidos por Himmler para organizar la defensa alemana lo fueran de una forma "uniformemente incapaz para poder realizar sus tareas asignadas". Sabiendo que Himmler necesitaría toda la ayuda posible, Guderian nombró al general Walther Wenck, un experimentado oficial, como su jefe de Estado Mayor. Himmler estableció su centro de mando en Schneidemühl, usando su tren especial, el Sonderzug Steiermark, como cuartel general. El tren solo tenía una línea telefónica, mapas inadecuados, y no disponía de destacamentos de señales o equipos de radio con los que establecer comunicación y transmitir las órdenes militares. Himmler rara vez salía del tren, solo trabajaba unas cuatro horas por día, e insistió en recibir un masaje diario antes de comenzar el trabajo y en echarse una larga siesta después del almuerzo. El 16 de febrero los alemanes lanzaron la operación Solsticio, un ataque que desde Pomerania preveía avanzar sobre el flanco norte del I Frente Bielorruso, que mandaba el mariscal Gueorgui Zhúkov; a pesar de la fuerza de ataque alemana, estos poco pudieron hacer contra el 61.º Ejército de Pável Belov y contra el 2.º Ejército de Tanques de la Guardia de Semión Bogdánov. Zhúkov respondió redirigiendo dos ejércitos blindados soviéticos contra las fuerzas alemanas. En apenas cinco días, los tanques soviéticos habían alcanzado el mar Báltico y con ello habían atrapado a las fuerzas alemanas. Mientras la operación Solsticio tuvo lugar, Himmler fue incapaz de desarrollar planes viables para poder completar sus objetivos militares. Además, debido al empeoramiento de la situación militar, Himmler se vio sometido a una cada vez mayor presión de Hitler, lo que le llevó a mostrarse tremendamente ansioso e incapaz de enviar informes coherentes a Hitler.
Hitler no estaba dispuesto a admitir que la elección de Himmler había sido inadecuada. Después de mantener una fuerte discusión con Heinz Guderian, que insistió en llevar a cabo un cambio en la dirección del Grupo de Ejércitos Vístula, Hitler asignó a Walther Wenck al cuartel general de Himmler para que se hiciera cargo de la dirección de una pequeña contraofensiva que iba a tener lugar; Hitler entonces comprobó que no podía disponer de las tropas que Guderian necesitaba para poder realizar un doble ataque de pinzas desde las regiones vecinas. Cuando el contraataque fracasó y no logró contener el avance soviético, Hitler hizo responsable a Himmler y lo acusó de no seguir las órdenes. El período de mando de Himmler acabó el 20 de marzo, cuando Hitler le reemplazó por el general Gotthard Heinrici como comandante en jefe del Grupo de Ejércitos Vístula. Himmler hacía tiempo que se encontraba alejado de las actividades militares: desde el 18 de febrero se encontraba bajo los cuidados de su médico y había huido a un sanatorio en Hohenlychen. Hitler también se deshizo de Heinz Guderian y el 29 de marzo entregó su puesto de jefe del Estado Mayor al general Hans Krebs. El fracaso de Himmler y la respuesta de Hitler marcaron el deterioro de la relación entre ambos. Para entonces, el círculo interno de personas en las que Hitler confiaba se estaba reduciendo rápidamente.

### Negociaciones de paz
En la primavera de 1945 el esfuerzo bélico alemán estaba próximo al colapso y la relación de Himmler con Hitler se había deteriorado gravemente pese a que Hitler lo barajaba como posible sucesor. Himmler ya consideraba la posibilidad de iniciar negociaciones para alcanzar una paz por separado. Su masajista, Felix Kersten, que se había trasladado a Suecia, actuó como intermediario en las negociaciones con el conde Folke Bernadotte, presidente de la Cruz Roja Sueca. Hubo un intercambio de cartas entre Himmler y Bernadotte, y llegaron a celebrarse varios encuentros organizados por uno de los jefes de la RSHA, Walter Schellenberg.
Himmler y Hitler se encontraron por última vez el 20 de abril de 1945 —el día del cumpleaños de Hitler— en Berlín, y Himmler mostró su total lealtad a Hitler. Durante un encuentro militar celebrado ese mismo día, Hitler declaró que no abandonaría la capital, a pesar de los avances soviéticos. Al igual que Göring, Himmler rápidamente abandonó la ciudad después del encuentro. El 21 de abril, Himmler se encontró con Norbert Masur, un representante sueco del Congreso Judío Mundial, para discutir la liberación de los judíos de los campos de concentración. Como resultado de estas negociaciones, alrededor de 20 000 personas fueron liberadas en la llamada operación «Autobuses blancos». Durante las negociaciones, Himmler afirmó que los hornos crematorios de los campos de concentración habían sido construidos para hacer frente a las muertes producidas por epidemias de tifus. También afirmó que en los campos de concentración de Auschwitz y Bergen-Belsen había habido unas cuotas de supervivencia elevadas, incluso cuando estos campos ya habían sido liberados por las tropas aliadas y era evidente que las afirmaciones de Himmler no eran verídicas.
Dos días más tarde, Himmler se encontró directamente con Bernadotte en el consulado sueco de Lübeck. Representándose a sí mismo con el líder provisional de Alemania, afirmó que Hitler estaría muerto en los siguientes días. Con la esperanza de que los británicos y los norteamericanos combatirían a los soviéticos junto a los restos de la Wehrmacht, Himmler preguntó a Bernadotte si podía informar al general Dwight D. Eisenhower de que Alemania deseaba rendirse al oeste. Bernadotte preguntó a Himmler si podía presentar por escrito esta propuesta, cosa que Himmler hizo al momento.
Sin embargo, unas pocas horas antes Göring había enviado un telegrama a Hitler en el que le pedía permiso para hacerse cargo del liderazgo del Reich —un acto que Hitler, sometido a las intrigas de Martin Bormann, interpretó como una exigencia para que renunciara o enfrentara a un golpe de Estado. El 27 de abril el enlace de Himmler en el cuartel general de Himmler de Berlín, Hermann Fegelein, fue detenido con ropa civil mientras se preparaba para desertar; fue inmediatamente arrestado y llevado al Führerbunker, Hitler había ordenado detener a Fegelein en conocimiento de las gestiones de Himmler por medio de los comunicados de la agencia Reuters con el fin de detener a Himmler. En la tarde del 28 de abril un boletín de la BBC, que citaba a un informe de la agencia Reuters, informó que Himmler estaba intentando establecer negociaciones de paz con los aliados occidentales. Hitler, que durante mucho tiempo había creído que Himmler era el segundo hombre más leal a su persona solo después de Joseph Goebbels —llegando a llamar a Himmler "der treue Heinrich" (el leal Heinrich)—, se encolerizó tras tener conocimiento de la aparente traición de Himmler, quien presuntamente intentó establecer en el mayor secreto la paz con los aliados, por medio de la Cruz Roja Internacional al mando de Bernadotte en Lübeck, llegando a proponerse a Eisenhower como ministro de Policía para la ocupación estadounidense. Eisenhower repudió la propuesta y declaró a Himmler como el mayor criminal de guerra de la Alemania nazi. La poderosa razón de esta actitud estaría basada en la influencia de Bernadotte, quien había dicho a Himmler que los aliados jamás pactarían una paz con Hitler, y que solo a él le cabía la posibilidad de actuar en favor de Alemania. Hitler dijo a los que todavía se encontraban en el complejo del búnker que el acto de Himmler era la peor traición que jamás había visto, y ordenó que fuera arrestado. Fegelein fue juzgado por una corte marcial y fusilado a modo de ejemplo pese a estar casado con la hermana de Eva Braun, Gretl, quien esperaba una hija de Fegelein y Eva había intercedido vanamente por salvar la vida de su cuñado.
Para entonces, los avances de los soviéticos habían llegado a la Potsdamer Platz, a solo trescientos metros de la Cancillería del Reich, y se estaban preparando para asaltar la Cancillería. Esta situación y la traición de Himmler impulsaron a Hitler a redactar su testamento y última voluntad. En el testamento, redactado el 29 de abril —un día antes de su suicidio— Hitler declaró que tanto Himmler como Göring eran unos traidores. Se despojó a Himmler de todos sus puestos en el partido nazi y la administración del Estado, y finalmente Hitler lo expulsó del partido además de condenarlo a muerte en ausencia.
Hitler nombró al gran almirante Karl Dönitz como su sucesor. Himmler se encontró con Dönitz en Flensburgo y se ofreció a sí mismo segundo al mando. Mantuvo que tenía derecho a ocupar un puesto en el Gobierno de Flensburgo como Reichsführer-SS, creyendo que las SS estarían en una buena posición para restaurar y mantener el orden público tras el final de la contienda. Dönitz rechazó repetidamente los ofrecimientos de Himmler e inició negociaciones de paz con los aliados. El 6 de mayo —dos días antes de la rendición alemana— escribió una carta en la que destituía a Himmler de todos sus puestos.

## Captura y suicidio

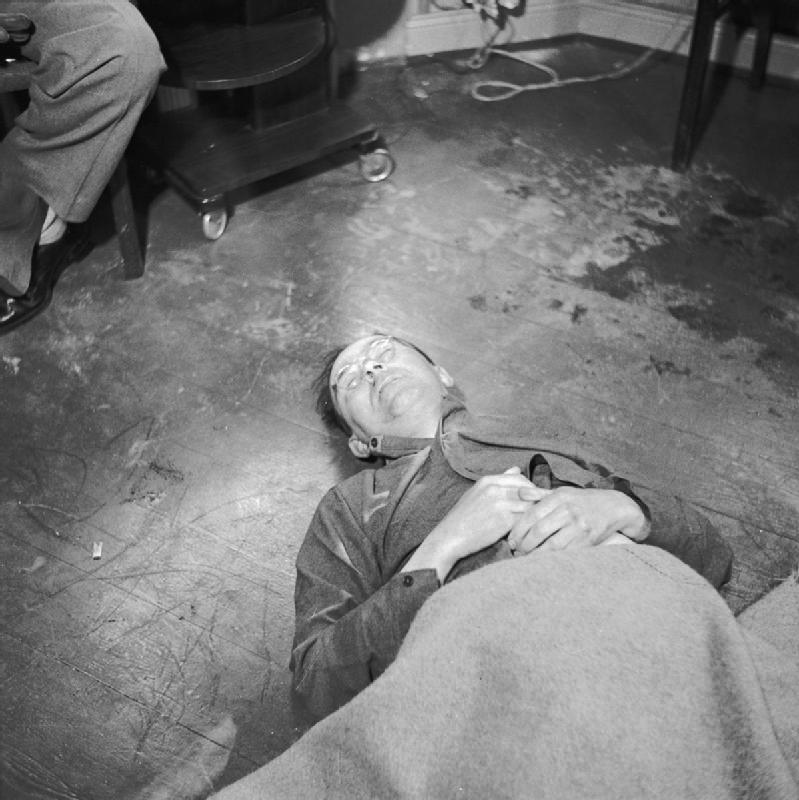
El cuerpo de Himmler después de que se suicidara mediante envenenamiento, mayo de 1945.

Ocupada Berlín por los soviéticos, Himmler era el primero en la lista de los nazis prófugos más requeridos, siendo intensamente buscado por los aliados para que rindiera cuentas ante la justicia. Himmler se trasladó a principios de mayo con una pequeña comitiva de leales, su secretario Rudolf Brandt, Karl Gebhardt, Werner Grothmann y Heinz Macher a Flensburgo. Tras el rechazo de su propuesta por parte de Dönitz, Himmler vio perdida su causa y decidió desaparecer del escenario. La inteligencia danesa informó a los aliados de que Himmler estaba en Flensburgo. Rechazado por sus antiguos compañeros y buscado por los aliados, Himmler intentó pasar a la clandestinidad. No había hecho grandes preparativos para esta eventualidad, pero había conseguido documentación que lo acreditaba con el nombre del sargento Heinrich Hitzinger de la Geheime Feldpolizei (ejecutado tiempo atrás por derrotismo) y cambió drásticamente de apariencia: afeitó su característico bigote, se rasuró la cabeza y se colocó un parche negro en un ojo. Así, escapó provisoriamente a Baviera y logró atravesar Alemania junto a sus hombres en un vehículo hasta Bremervörde. Con un pequeño grupo de compañeros, el 11 de mayo se dirigió hacia el sur, a Friedrichskoog, aunque sin un destino final en mente. Siguieron hasta Neuhaus, donde el grupo se separó. El 21 de mayo, Himmler y dos ayudantes fueron detenidos y puestos bajo arresto en un puesto de control establecido por exprisioneros de guerra soviéticos. Los miembros de la Feldpolizei eran muy buscados en ese momento, e identificarse como un miembro de esta organización fue un error por parte de Himmler, pues hasta ese momento no había sido reconocido, y más bien despertó sospechas por lo ordenados que estaban sus papeles de identidad, y su prestancia, cosa que no era común al capturar soldados fugitivos. Durante los siguientes dos días fue trasladado de un campo de prisioneros a otro, y el 23 de mayo fue llevado al 31.er Campo de Interrogatorios Civiles, cerca de Luneburgo que se encontraba bajo el control de los británicos.
El oficial al mando, el capitán Thomas Selvester, comenzó el interrogatorio rutinario. Himmler finalmente se sacó el parche que llevaba en el ojo izquierdo y se puso sus características gafas redondas, admitiendo ser quien era en realidad, y solicitó hablar con el general Eisenhower o Montgomery. Sylvester telefoneó al cuartel británico en Luneburgo y se le instruyó para que lo revisara de inmediato, en previsión por si intentaba suicidarse de algún modo; de hecho, en el mismo lugar, dos días antes el coronel de las SS Hans-Adolf Prützmann se había suicidado por envenenamiento con cápsulas de cianuro. Ante esa advertencia, los soldados británicos lo trasladaron apresuradamente a una casa confiscada en Lüneburgo que servía de cuartel general del 2.º Ejército Británico en Luneburgo, los soldados lo maltrataron física y verbalmente durante el traslado y le ordenaron que se desvistiera para revisarlo. El doctor Wells llevó a cabo un examen médico de Himmler, cuando intentó examinar la boca de Himmler, el prisionero se negó a abrirla y apartó la cabeza, el doctor Wells vio algo extraño entre sus molares e introdujo su mano en la boca de Himmler intentando extraer el objeto. Ante este hecho, impactante para Himmler, pues no sentía que fuese la forma adecuada de tratar a un exministro y Reichsführer de las SS, mordió la mano del doctor y con ella el objeto que resultó ser una cápsula de cianuro y cayó desplomado al suelo. Bill Cariotte, un soldado británico custodio, recuerda: «Se oyó cómo el vidrio se quebraba entre sus dientes». Se trató de inducirle el vómito con agua con cal, haciéndole un lavado gástrico pero todo fue inútil, Himmler había muerto casi en el acto.

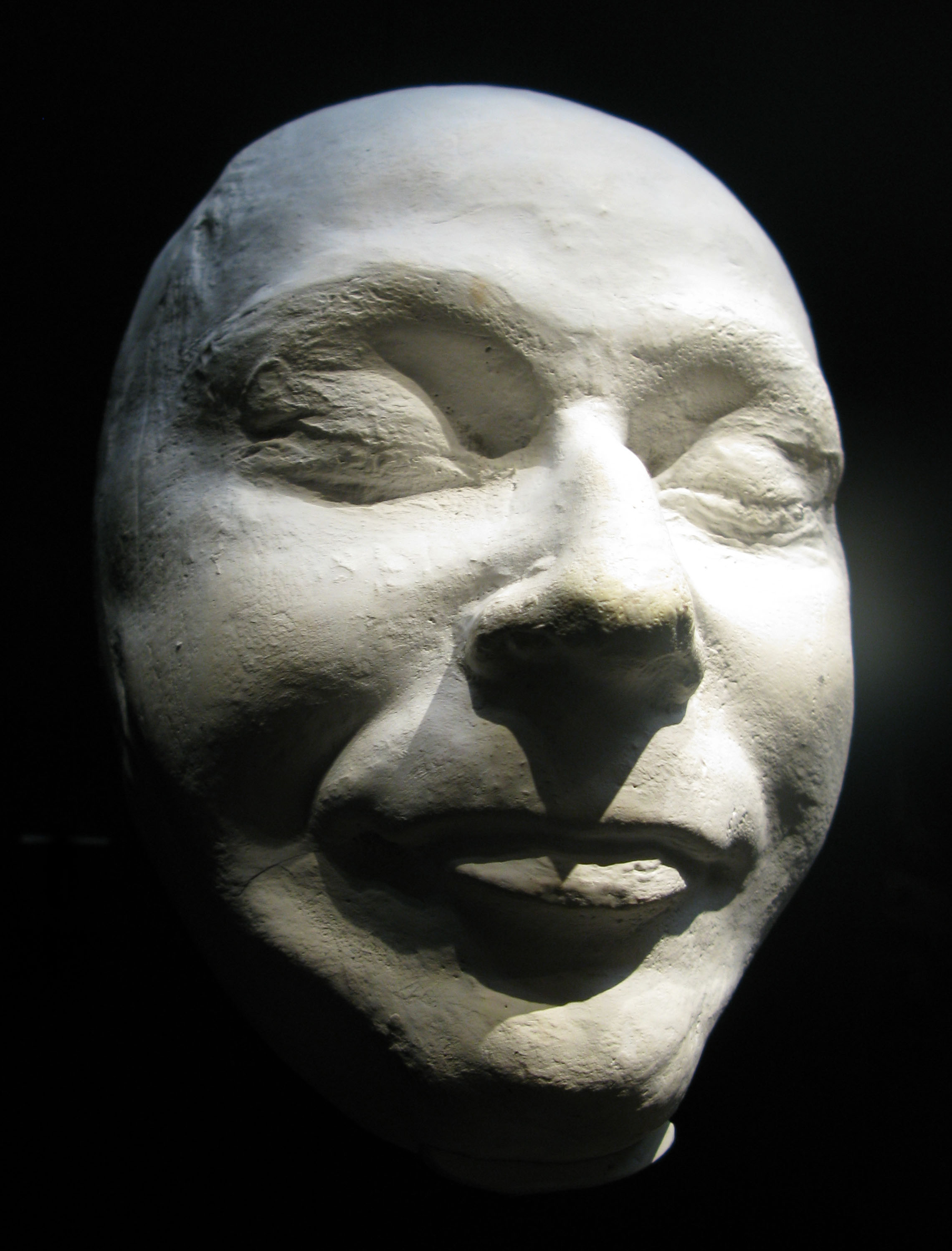
Máscara mortuoria de Himmler.

 Los soldados procedieron a fotografiar el cuerpo y realizaron una máscara mortuoria, para dejar constancia de su muerte. Finalmente, el cuerpo de Himmler fue enterrado en una ubicación desconocida del Brezal de Luneburgo.

## Vida privada

### Misticismo y simbolismo
Desde muy temprana edad, Himmler estuvo interesado en el misticismo y en el ocultismo. Vinculó este interés con su filosofía racista, buscando pruebas de la superioridad racial aria y de los países nórdicos desde la Antigüedad. Promovió un culto de adoración a los antepasados, sobre todo entre los miembros de la SS, como una manera de mantener la raza pura y proporcionar la inmortalidad a la nación. Viendo a las SS como una "orden" al estilo de los Caballeros Teutónicos de la época medieval, se hizo cargo de la Iglesia de la Orden Teutónica en Viena en 1939. Comenzó el proceso por el que pretendía reemplazar al cristianismo por un nuevo código moral que rechazaba el humanitarismo y desafiaba el concepto cristiano de matrimonio. El Ahnenerbe, una sociedad de investigación fundada por Himmler en 1935, llevó a cabo investigaciones por todo el mundo para buscar pruebas de la superioridad y de los antiguos orígenes de la raza germánica.
Todas las insignias y uniformes de la Alemania nazi, y muy especialmente los de las SS, utilizaban el simbolismo en su diseño. Las SS adoptaron los símbolos rúnicos, elegidos por Himmler, como insignia oficial. Los rayos estilizados de las runas "SS" procedían de las runas armanen de Guido von List, que se había basado libremente en los alfabetos rúnicos de los pueblos germánicos. Himmler modificó una variedad de costumbres existentes para enfatizar el elitismo y el papel central de las SS: una ceremonia de nombramientos de las SS reemplazó al bautizo, las ceremonias de matrimonio fueron alteradas, y se instituyeron celebraciones para los solsticios de invierno y verano al estilo de las SS. El símbolo Totenkopf (calavera), usado por las unidades militares alemanes durante cientos de años, fue elegido para su uso en las SS por Julius Schreck. Himmler concedió una especial importancia a los anillos de honor de las SS; no podían ser vendidos, y cuando sus propietarios fallecieran, estos tendrían que serle devueltos. Himmler interpretó que los símbolos de la calavera simbolizaban la solidaridad a la causa y el compromiso hasta la muerte.

### Relación con Hitler
Primero como segundo comandante de las SS, y luego como Reichsführer-SS, Himmler estuvo en contacto regular con Hitler, controlando a las SS que hacían las funciones de guardaespaldas de Hitler; en los años anteriores a la toma del poder por el Partido nazi, Himmler no estuvo relacionado con los jefes y estrategas del partido que tomaban las decisiones. Desde finales de la década de 1930, las SS eran independientes del control de otras agencias del Estado o del Gobierno, y solo respondían ante Hitler.

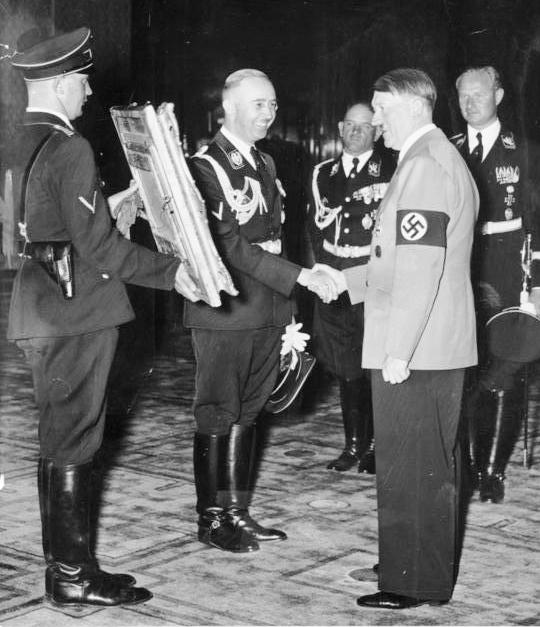
Himmler asistiendo al 50.º aniversario de Hitler, en Berlín, el 20 de abril de 1939.

El estilo de liderazgo de Hitler era dar órdenes contradictorias a sus subordinados y colocarlos en posiciones en las que sus funciones y responsabilidades se superponían con las de los demás. De este modo, Hitler fomentó la desconfianza, la competencia y la lucha interna entre sus subordinados para consolidar y maximizar su propio poder. Su gabinete nunca volvió a reunirse después de 1938, y desalentó a sus ministros de desempeñar sus funciones de forma independiente. Hitler normalmente no emitía órdenes escritas, pero sí las daba oralmente en reuniones o en conversaciones telefónicas; también contaba con Bormann para transmitir órdenes. Bormann utilizó su posición para controlar el flujo de información y el acceso a Hitler, ganándose muchos enemigos, incluido el propio Himmler.
Hitler promovió y practicó el Führerprinzip. Este principio requería la absoluta obediencia de todos los subordinados a sus superiores; en consecuencia, Hitler contemplaba la estructura de gobierno como una pirámide, con él mismo en el ápice. En consecuencia, Himmler se situó en una posición de subordinación con respecto a Hitler, y pasó a serle incondicionalmente obediente. Sin embargo, Himmler —al igual que otros altos oficiales nazis— tenía la aspiración de que algún día sucedería a Hitler como líder del Reich. Por ejemplo, Himmler consideró a Albert Speer como un rival especialmente peligroso, tanto en la administración del Reich como también un potencial sucesor de Hitler. Speer rechazó aceptar el alto rango de SS-Oberst-Gruppenführer que Himmler le ofreció, dado que entendió que esto le pondría en deuda con Himmler y ello le obligaría a permitirle tener voz y poder de decisión en la producción de armamentos.
Hitler llegó a decir que los intereses místicos y pseudo-religiosos de Himmler eran un "disparate". Himmler no pertenecía al círculo interno de Hitler; los dos hombres no tenían una relación muy estrecha, y raramente se les veía juntos en público. Himmler socializó de forma casi exclusiva con otros miembros de las SS. Su incondicional lealtad y los esfuerzos para complacer a Hitler le hicieron ganarse el apodo de der treue Heinrich ("el leal Heinrich"). Sin embargo, durante los últimos días de la guerra, cuando quedó claro que Hitler planeaba morir en Berlín, Himmler no dudó en abandonar al que había sido su idolatrado superior para poder salvarse.

### Matrimonio y familia

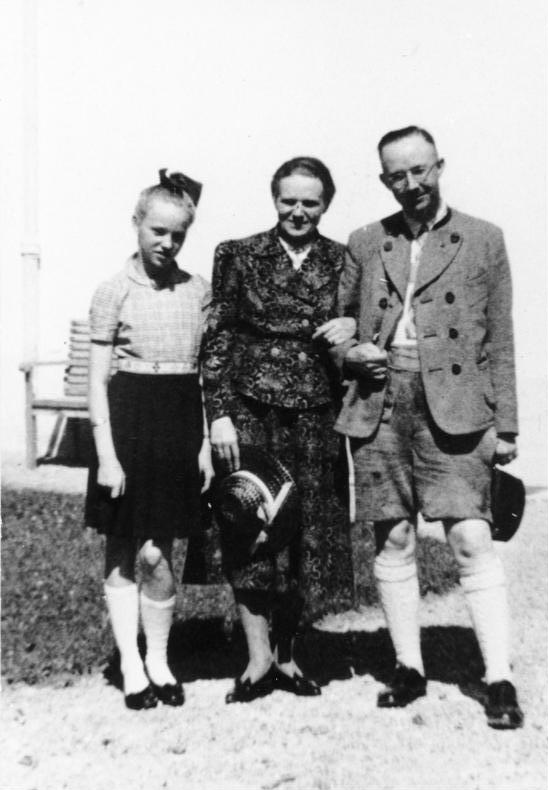
Himmler con su esposa Margarete y su hija Gudrun.

Himmler conoció a su futura esposa, Margarete Boden, en 1927. Era enfermera, y propietaria parcial de una clínica privada. Contrajeron matrimonio en julio de 1928, y su única hija, Gudrun, nació el 8 de agosto de 1929. Ambos también ejercieron como padres adoptivos de un chico llamado Gerhard von Ahe, hijo de un oficial de las SS que había muerto antes de la guerra. Margarete vendió su parte de la clínica y utilizó el dinero para comprar una parcela de tierra en Waldtrudering, cerca de Múnich, donde levantaron una casa prefabricada. Debido a los asuntos del partido, Himmler se encontraba fuera del núcleo familiar de forma constante, por lo que su esposa se hizo cargo de sus esfuerzos —en su mayoría fracasados— para criar ganado destinado a su posterior venta. También tenían un perro, Töhle.
Después de que los nazis tomaran el poder, la familia se trasladó primero a la Möhlstrasse, en Múnich, y en 1934 al lago Tegern, donde adquirieron una casa. Posteriormente, Himmler también recibió una gran casa en Berlín, situada en el distrito de Dahlem y libre de impuestos, dado que era una residencia oficial. Sin embargo, para entonces la pareja tenía poco contacto entre sí, ya que Himmler se encontraba completamente absorbido por el trabajo. La relación se volvió tensa. A partir de entonces, la pareja solo se reunía para acudir a los actos sociales; fueron invitados frecuentes en casa de la familia Heydrich. Margarete vio en esto un rol social que debía cumplir, y solía invitar a las esposas de los líderes y altos oficiales de las SS para tomar té los miércoles por la tarde.
Hedwig Potthast, que desde 1936 era la joven secretaria de Himmler, para 1939 se había convertido en su amante. Abandonó su puesto de trabajo en 1941. Himmler dispuso el acomodo de viviendas para ella, primero en Mecklenburgo, y posteriormente en Berchtesgaden, un refugio de montaña bávaro donde Hitler tenía su villa de descanso. Himmler fue el padre de dos hijos con Hedwig: un hijo, Helge (nacido el 15 de febrero de 1942) y una hija, Nanette Dorothea (nacida el 20 de julio de 1944 en Berchtesgaden). Margarete, que para entonces vivía en Gmund con su hija, tuvo conocimiento de la relación hacia 1941; ella y Himmler ya se encontraban virtualmente separados, aunque esta decidió tolerar esta relación por el amor que Himmler tenía por su hija. Trabajando como enfermera para la Cruz Roja Alemana durante la contienda, Margarete fue nombrada supervisora en el III Distrito Militar (Berlín-Brandeburgo). Al contrario que con su esposa, Himmler sí mantuvo una estrecha relación con su primera hija, Gudrun, a la que llamaba Püppi ("muñequita"); solía llamarla cada varios días y la visitaba siempre que podía. Los diarios de Margarete revelan que Gudrun tuvo que abandonar el Instituto de Educación Nacional Política en Berlín debido a sus pobres resultados académicos. A la edad de dieciséis años se unió a las SS en Brno y poco después marchó "a la batalla". Destinado al Frente oriental, fue capturado por los soviéticos, aunque posteriormente regresó a Alemania y vivió en el Norte de Alemania.
Hedwig y Margarete se mantuvieron leales a Himmler. Margarete y Gudrun abandonaron Gmund cuando las tropas aliadas avanzaron sobre esa área. Fueron arrestadas por las tropas norteamericanas en Bolzano, Italia, y durante algún tiempo estuvieron bajo arresto en varios campos de internamiento en Italia, Francia y Alemania. Fueron llevadas a Núremberg para testificar en los juicios, siendo liberadas en noviembre de 1946. Gudrun salió amargada de la experiencia —por su presunto maltrato— y desde entonces se ha dedicado a reclamar la memoria de su padre.

## Condecoraciones
- Broche de oro del NSDAP (Goldenes Parteiabzeichen)
- Insignia de Honor en oro de las Hitlerjugend (Goldenes Hitler-Jugend-Abzeichen)
- Distintivo General de los Distritos (Allgemeines Gau-Abzeichen)
- Distintivo del Distrito de Núremberg (Nürnberger Gau Parteitagsabzeichen)
- Placa combinada de piloto-observador en oro con diamantes (Gemeinsames Flugzgeugführer- und Beobachter-Abzeichen in Gold mit Brillanten)
- Orden de la Sangre (Ehrenzeichen des 9. November 1923 o Blutorden)
- Anillo de las SS (Totenkopfring der SS )
- Broche civil de las SS, N.° 2 (SS-Zivilabzeichen, Nr. 2)
- Candelabro de Yule (Julleuchter)
- Condecoración de 1.ª Clase de las Olimpiadas de 1936 (Deutsche-Olympia Ehrenzeichen 1. Klasse)
- Premio del NSDAP por 10 años de servicios (Dienstauszeichnung der NSDAP 10 Jahre)
- Premio del NSDAP por 15 años de servicios (Dienstauszeichnung der NSDAP 15 Jahre)
- Premio de las SS, 2. Grado por 12 años de servicios (SS-Dienstauszeichnung 2.Stufe, 12 Jahre)
- Medalla de la anexión de Austria (Medaille zur Erinnerung an den 13. März 1938)
- Medalla de Anexión de los Sudetes (Medaille zur Erinnerung an den 1. Oktober 1938)
- Broche de la Medalla de Anexión de los Sudetes (Spange zur Medaille zur Erinnerung an den 1. Oktober 1938)
- Medalla conmemorativa del reintegro de Memel (Medaille zur Erinnerung an die Heimkehr des Memellandes)
- Insignia honorífica de Veteranos (Ehrenwinkel für Altekämpfer)
- Medalla del Muro de Occidente (Westwall-Medaille (1944) o Deutsches Schutzwall-Ehrenzeichen)
- Insignia Deportiva Alemana en plata (Deutschland Sportabzeichen in Silber)
- Insignia Deportiva de las SA en bronce (SA-Sportabzeichen in Bronze)
- Gran Cruz de la Orden Imperial del Yugo y las Flechas (del Estado español)